# Другой Бруклин
Другой Бруклин (англ. Another Brooklyn) — роман Жаклин Вудсон 2016 года. Книга была написана как книга для взрослых, в отличие от многих предыдущих произведений автора. NPR написало, что книга «полна мечтаний и опасностей». Она была номинирована на Национальную книжную премию в области художественной литературы в 2016 году.

## Сюжет
История начинается с того, что Август, взрослый антрополог, возвращается в Нью-Йорк, чтобы похоронить своего отца. В метро она встречает старого друга и начинает вспоминать. Она помнит, как 8-летней девочкой переехала с отцом и младшим братом в Бруклин из Теннесси после смерти матери. Затем повествование следует за Август через её подростковые годы. Август дружит с тремя другими бруклинцами, Сильвией, Анджелой и Джиджи, когда они гуляют по окрестностям и с оптимизмом мечтают о будущем и раскрывают, что оно приготовило для них. Август и её друзья также сталкиваются с опасностями на улицах и разного рода семейными раздорами.

## Отзывы
Книга получила множество отзывов. Для The Washington Post это «короткая, но сложная история, возникшая из кипящего горя. Оно убаюкивает страницы скорбным шепотом». Publishers Weekly пишет, что это «яркая фреска о том, каково было расти афроамериканцем в Бруклине 1970-х годов».
NBC News писала, что в нём «сплетаются воедино темы смерти, дружбы, миграции чернокожих, чувства перемещения, которое обычно следует за этим, и семьи». The New York Times считает, что «тема не столько в девичестве, сколько в навязчивом периоде полураспада его воспоминаний». Кейтлин Гринидж для The Boston Globe написала, что книга была «любовным письмом к потере, девичеству и дому. Это лирическое, захватывающее исследование семьи, памяти и других связей, которые связывают нас друг с другом и с миром». USA Today поставило роману 3 звезды из 4.
The Los Angeles Times сообщила, что книга «присоединяется к традиции изучения женской дружбы и семей, которые мы создаём, когда наших собственных недостаточно, например, „Сула“ Тони Моррисон, „Серебряный воробей“ Таяри Джонс и „Зами: новое написание моего имени“ Одри Лорд. Вудсон использует свой опыт в изображении жизни детей, чтобы исследовать силу памяти, смерти и дружбы».